# 올림픽 베트남 선수단
올림픽 베트남 선수단은 베트남을 대표하여 올림픽에 참가하는 선수단이다. 베트남은 1952년 베트남 국가로서 처음으로 올림픽에 참가했다. 1954년 베트남이 분할된 이후에는 베트남 공화국만이 1956년부터 1972년까지 하계 올림픽에 선수단을 파견하면서 올림픽에 참가했다.
1976년 베트남 통일 이후 베트남 사회주의 공화국으로서 1980년부터 1984년을 제외한 모든 올림픽에 참가해 왔다. 현재의 베트남 올림픽 위원회는 1976년에 결성되었으며, 1979년. 베트남은 동계 올림픽에 출전한 적이 없다.
베트남은 2000년 시드니 하계 올림픽에서 쩐 히에우 응안(Trần Hiếu Ngân)이 태권도 여자 57kg 부문에서 은메달을 획득하면서 첫 메달을 획득했다. 베트남은 2016년 리우데자네이루 올림픽 남자 10m 공기권총 종목에서 사격 선수 호앙 쑤언 빈(Hoàng Xuân Vinh)이 우승하면서 첫 금메달을 획득했다.
올림픽 출전에 대한 투자가 부족해 베트남은 2020년 도쿄까지 경기당 평균 12명 정도의 선수를 파견했다.

## 대회별 메달 집계
- 빨간색 표시는 개최국임을 나타냄.